# Park Sielanka w Łodzi
Park Sielanka - teren zielony w Łodzi znajdujący się na obszarze Nowego Rokicia, pomiędzy Kurakiem i Rokiciem (pomiędzy ulicą Pabianicką, Cieszkowskiego i Al. Jana Pawła II).

## Opis

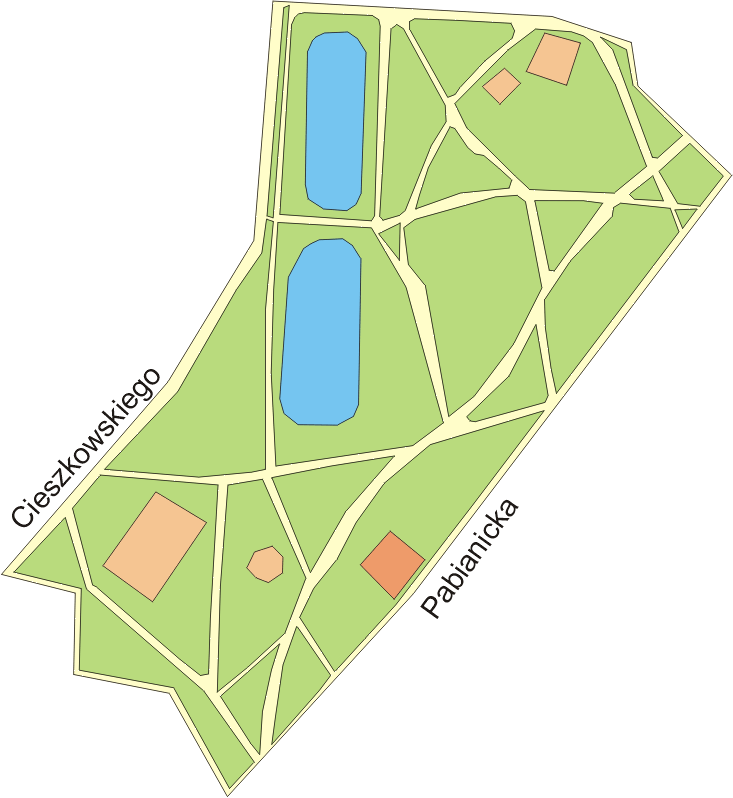
Park Sielanka - mapa

Jest to niewielki park, ale znacznie bardziej uczęszczany niż leżący nieopodal Park Słowackiego. Autorzy książki Parki Łodzi (red. Jakub Mowszowicz, Łódź 1962) piszą iż park powstał jeszcze w XIX wieku i obejmuje dawny park przypałacowy Ferdynanda Königa oraz ogród wypoczynkowy Sielanka. Znajdujący się tu pałac (ul. Pabianicka 49) jest przeznaczony na cele mieszkaniowe, zaś drugi pałac Königów (ul. Pabianicka 55) jest dawną siedzibą Hufca ZHP Łódź-Górna (obecnie ul. Kruczkowskiego 1b).
W parku znajdują się dwa płytkie zarybiane przez wędkarzy stawy. Stawy, zasilane wodą z wodociągów miejskich, zostały modernizowane w 1999 roku, kiedy to umocniono ich brzegi oraz oczyszczono dno. Ponadto w parku od strony Ronda Lotników Lwowskich, znajduje się wybudowany pod koniec lat 90. XX wieku plac zabaw, a także stoły do ping-ponga. W środkowej części usypana jest górka saneczkowa, a w południowo-zachodniej części usytuowane jest boisko do piłki nożnej. W parku żyją kaczki.